# Tinnea gossweileri
Tinnea gossweileri là một loài thực vật có hoa trong họ Hoa môi. Loài này được Robyns & Lebrun miêu tả khoa học đầu tiên năm 1930.